# برابوس
بِراباس (به آلمانی: Brabus) شرکت آلمانی فعال در زمینه تیونینگ خودرو است که در سال ۱۹۷۷ در شهر باتروپ آلمان (منطقه رور) تاسیس شد. براباس متخصص تیونینگ خودروهای مرسدس بنز، میباخ و اسمارت است، هرچند در سال ۲۰۲۲ دو پورشه و حتی یک رولزرویس را نیز تیونینگ کرد. براباس بزرگ‌ترین تیونر خودروهای مرسدس بنز پس از مرسدس آ ام گ است.

## تاریخچه
براباس در سال ۱۹۷۷ تأسیس شد. مقر اصلی شرکت در بوتتروپ آلمان شکل گرفت و از همان ابتدا، بهینه‌سازی فنی و ظاهری محصولات مرسدس بنز به‌عنوان هدف آن تعیین شد.
اما متوجه شد که اکثر تیونینگ کاران نمی‌توانند دیدگاه او را درک کنند یا نیازهای او را برآورده کنند، بنابراین تصمیم گرفت برند خود را راه اندازی کند. بودو تصمیم گرفت شرکتی در سطح GmbH تأسیس کند که در سیستم اداری آلمان، به شرکت‌های با مسئولیت محدود گفته می‌شود. طبق قوانین آن زمان آلمان، ثبت شرکت به‌صورت انفرادی ممکن نبود و بودو باشمن به شریک نیاز داشت. به‌همین‌دلیل، دوست دوران دانشگاه باشمن، کلوس براکمن، شریک او برای تأسیس شرکت شد. شرکت نهایی با ترکیبی از نام‌های خانوادگی براکمن و باشمن، براباس نام گرفت.
چندی بعد، براکمن از شراکت کناره گرفت و سهمش را به باشمن با مبلغی معادل ۱۰۰ مارک (واحد پول آلمان پیش از یورو) واگذار کرد. او به کار وکالت ادامه داد و البته از ابتدا هم، علاقه‌ای به خودروهای اسپرت نداشت. در سمت دیگر ماجرا، بودو باشمن شیفته‌ی خودرو‌های تقویت شده بود و با کمک‌های مالی و فکری پدر، براباس را پیش برد. هنگام تأسیس شرکت، بودو باشمن ۲۲ سال داشت و از دانشگاه حقوق و تجارت فارغ‌التحصیل شده بود.
در سال ۲۰۱۲، براباس شروع به ساخت سومین کارخانه خود در بوتتروپ کرده بود.

## فعالیت‌ها
تمرکز اصلی براباس دستیابی به حداکثر عملکرد خودرو از طریق افزایش اسب بخار و قدرت است. مشتریان می‌توانند یا از براباس خودرو بخرند، یا خودروی خود را برای سفارشی‌سازی و یا تیونینگ ارسال کنند. مشتریانی که یک خودرو را سفارش می‌هند، به‌طور مستقیم شامل خرید یک مدل خاص از مرسدس و سپس اصلاح آن براساس درخواست مشتری است.
براباس همچنین تغییرات ظاهری از جمله اسپویلر، کیت بدنه، اسپویلر فیبر کربن و چرخ‌های آلیاژی می‌دهد. سایر ارتقاها شامل LSDهای مسابقه‌ای، سیستم اگزوز اسپورت، ترمزهای دیسکی دوازده پیستونه و تعویض موتور می‌شوند. همچنین مشتریان می‌توانند پکیج کامل موتور را داشته باشند، یا موتورهای اسپرت جدیدی که توسط AMG تیونینگ شده است.
موتورهای براباس از بلوک‌های کوچک ۲۰۰ اسب بخاری برای پیشرانه‌های مرسدس بنز SLK کلاس و مرسدس بنز CLK کلاس تا بلوک‌های توئین توربو ۹۰۰ اسب بخاری برای مرسدس بنز اس کلاس را شامل می‌شوند. این شرکت همچنین تغییراتی را در فضای داخلی از تودوزی سفارشی، گلگیرها، رکاب‌ها، پدال‌ها و تریم تا لوازم الکترونیکی مختلف را فراهم می‌کند.

## هم کاری‌ها
پانرای
در سپتامبر ۲۰۲۱، براباس و ساعت ساز لوکس پانرای به همراه اولین ساعت خود، "Panerai S Brabus Black Ops Edition" هم کاری خود را اعلام کردند.
کی تی ام
براباس در همکاری با تولیدکننده موتورسیکلت کی تی ام، براباس آر ۱۳۰۰ عرضه می‌کند.
اسمارت
با عرضه اسمارت وان، براباس و اسمارت با یکدیگر همکاری کردند تا اسمارت وان براباس ساخته شود که نمونه‌ای اسپرت تر از اسمارت وان است.

## رکوردها
- در سال ۲۰۰۶ براباس راکت با سرعت ۳۶۲.۴ کیلومتر بر ساعت رکورد جدیدی را برای این سدان خیابانی ثبت کرد. این راکت برپایه مرسدس بنز CLS کلاس (W219) ساخته شده بود.
- در اکتبر ۲۰۰۶ براباس با این خودرو رکورد دیگری با سرعت ۳۶۵.۷ کیلومتر بر ساعت ثبت کرد. قیمت این خودرو ۳۴۸,۰۰۰ یورو است.
- رکورد سرعت ۳۳۰.۶ کیلومتر بر ساعت در مسیر تست سرعت بالا در ناردو ایتالیا ثبت شد؛ براباس با میباخ ۵۷ با قدرت ۷۳۰ اسب بخار به جمع رکوردهای خودرویی خود افزود.
- در ابتدای سال ۲۰۱۲، سریع ترین سدان خیابانی جهان، براباس راکت ۸۰۰ بود.
- براباس راکت ۸۰۰ مدل ۲۰۱۲ از موتور v12 نیرو می‌گیرد که قدرت ۸۰۰ اسب بخار و گشتاور ۴۲۰ نیوتن متر فراهم می‌کند که به ۱,۱۰۰ نیوتن متر محدود شده است. این خودرو در زمان ۳.۷ ثانیه از سرعت صفر به ۱۰۰ کیلومتر بر ساعت، ۲۳.۸ ثانیه به ۳۰۰ کیلومتر بر ساعت می‌رسد و نهایت سرعت ۳۷۰ کیلومتر بر ساعت دارد.